# Phyllonorycter durangensis
Phyllonorycter durangensis är en fjärilsart som beskrevs av Gerfried Deschka 1982. Phyllonorycter durangensis ingår i släktet guldmalar, och familjen styltmalar. Inga underarter finns listade i Catalogue of Life.